# Calochortus albus
Calochortus albus är en liljeväxtart som först beskrevs av George Bentham, och fick sitt nu gällande namn av David Douglas och George Bentham. Calochortus albus ingår i släktet Calochortus och familjen liljeväxter. Inga underarter finns listade.

## Bildgalleri

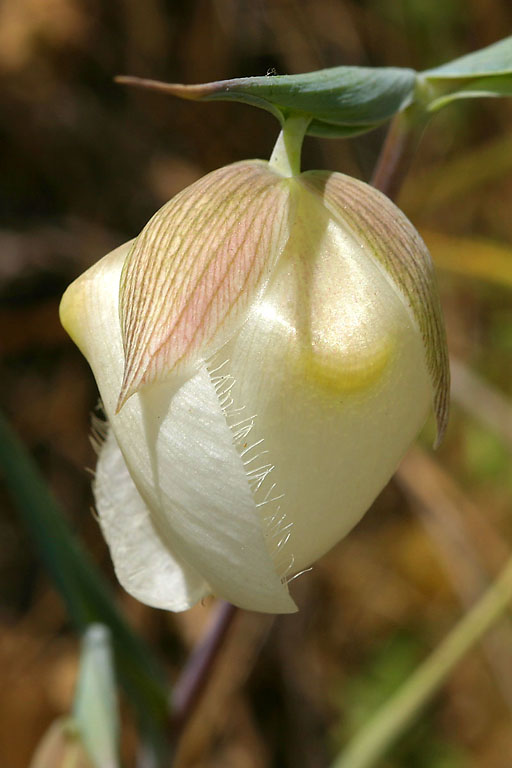
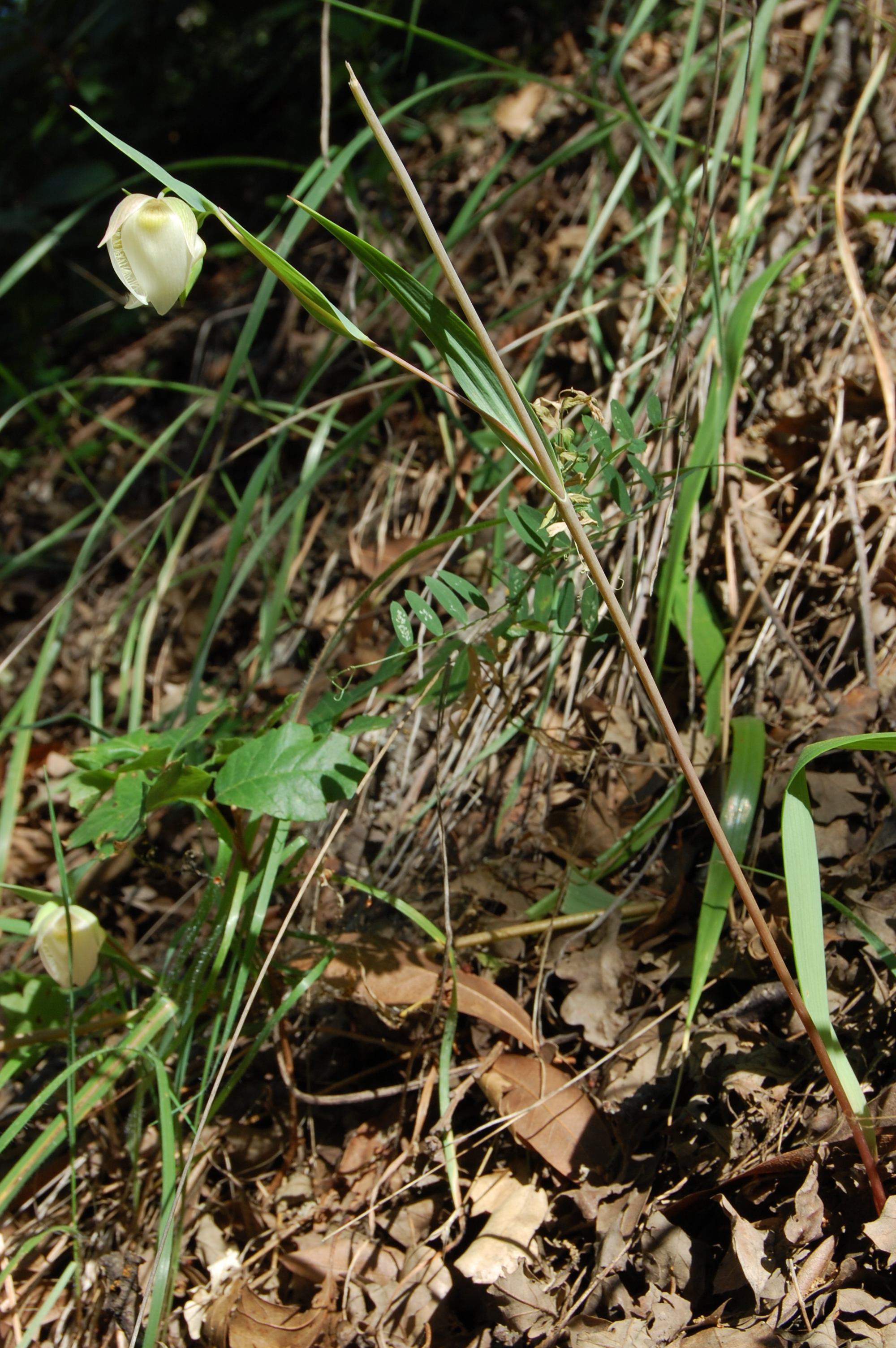
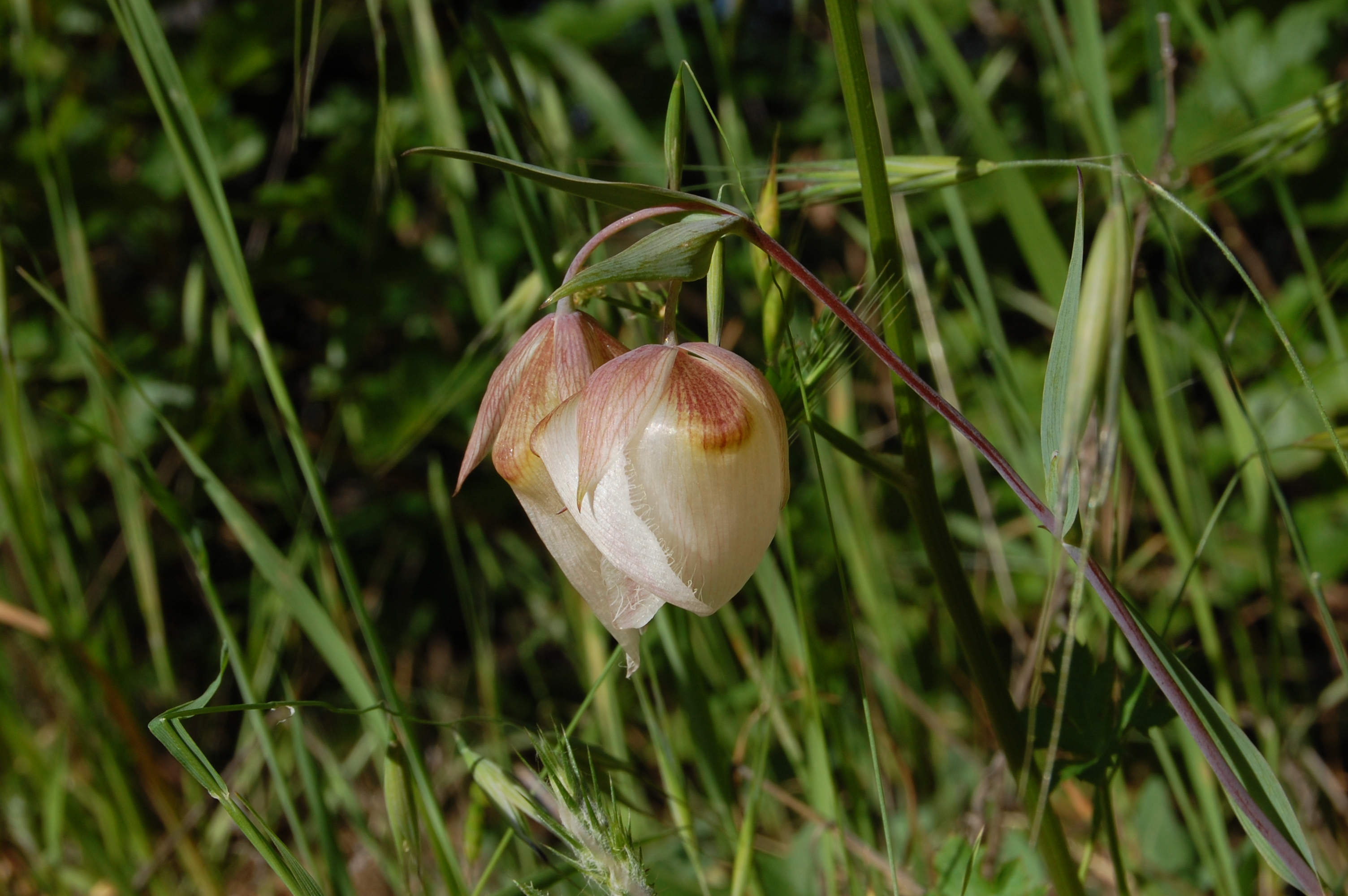
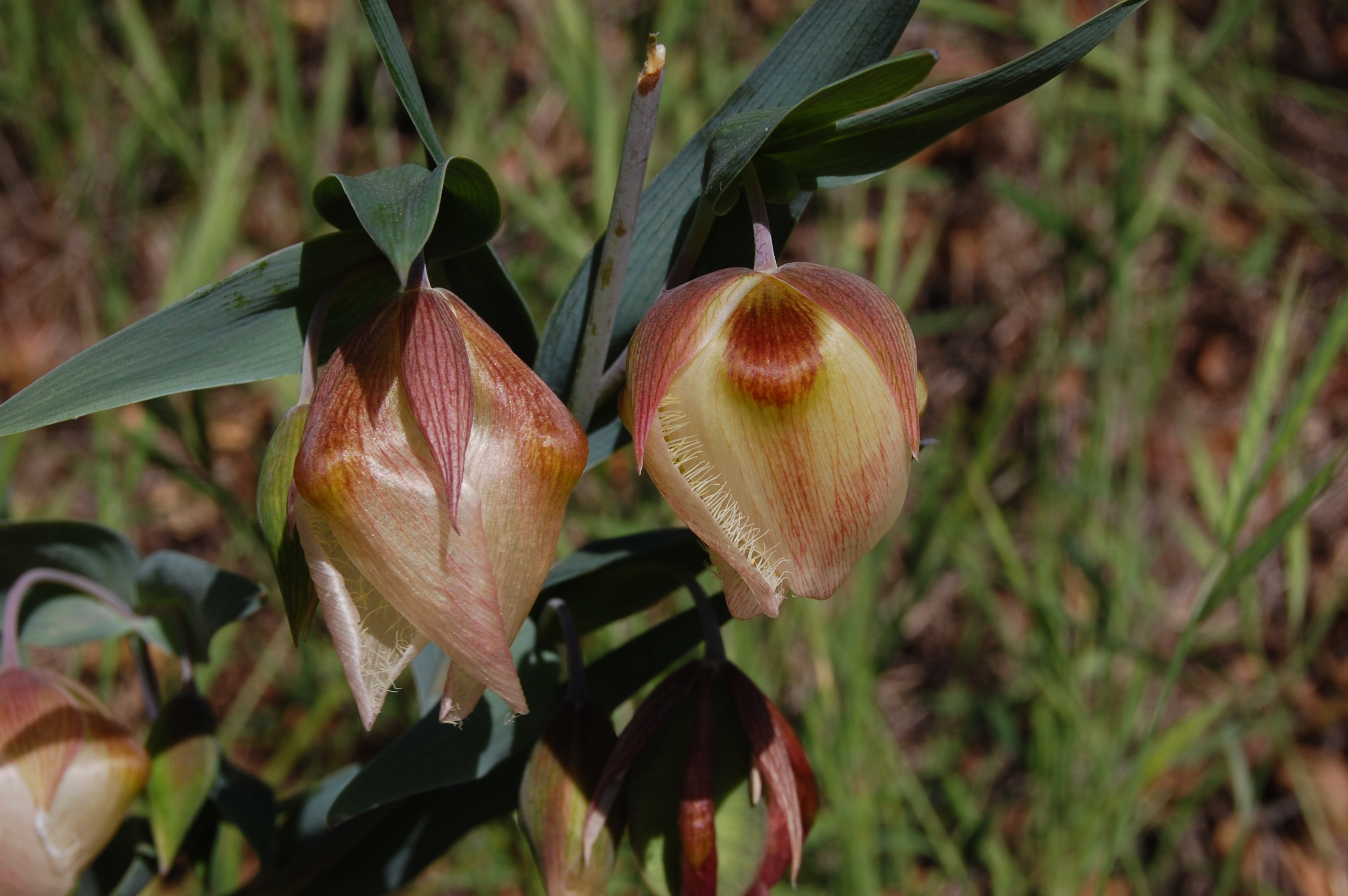
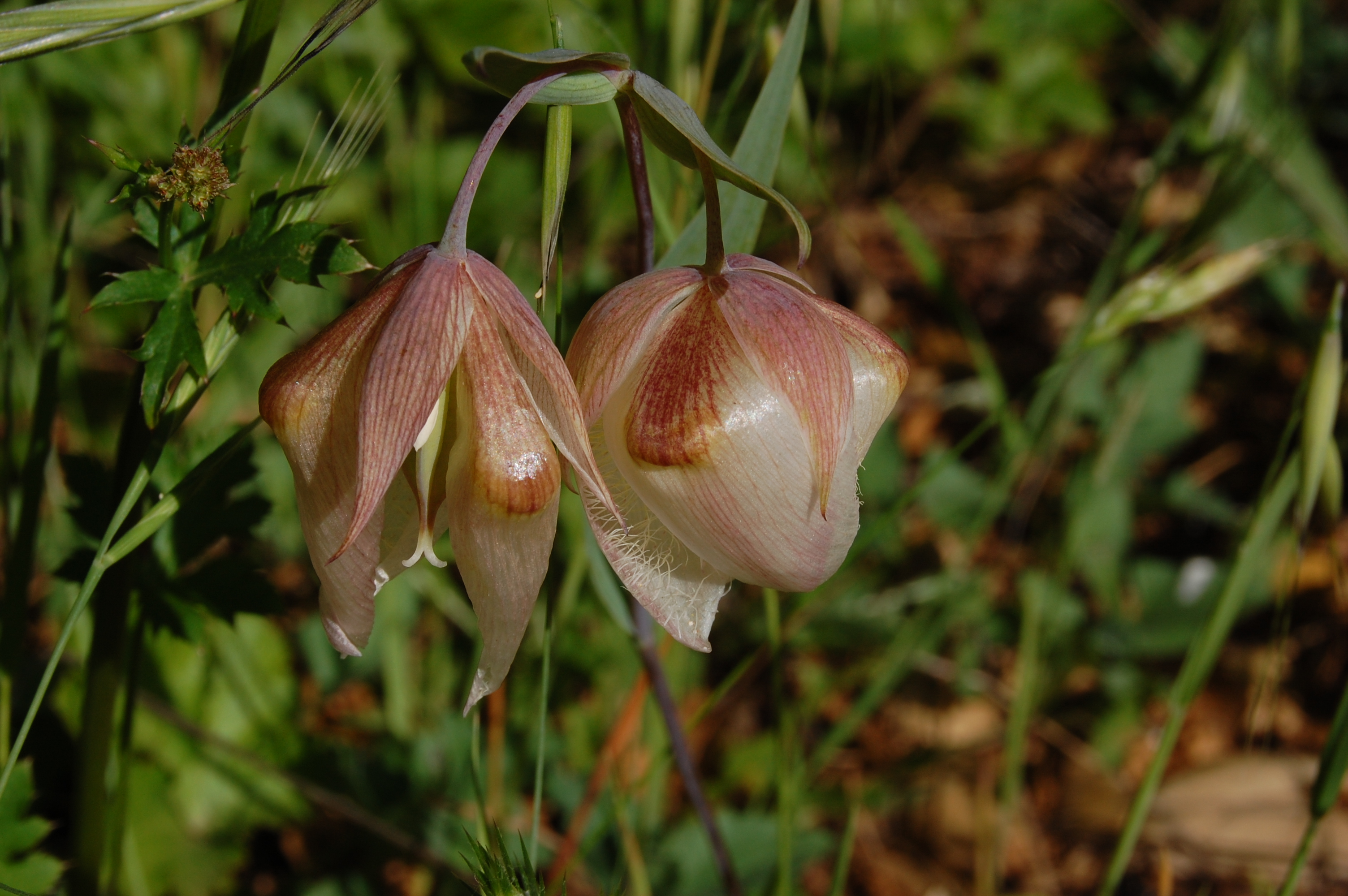
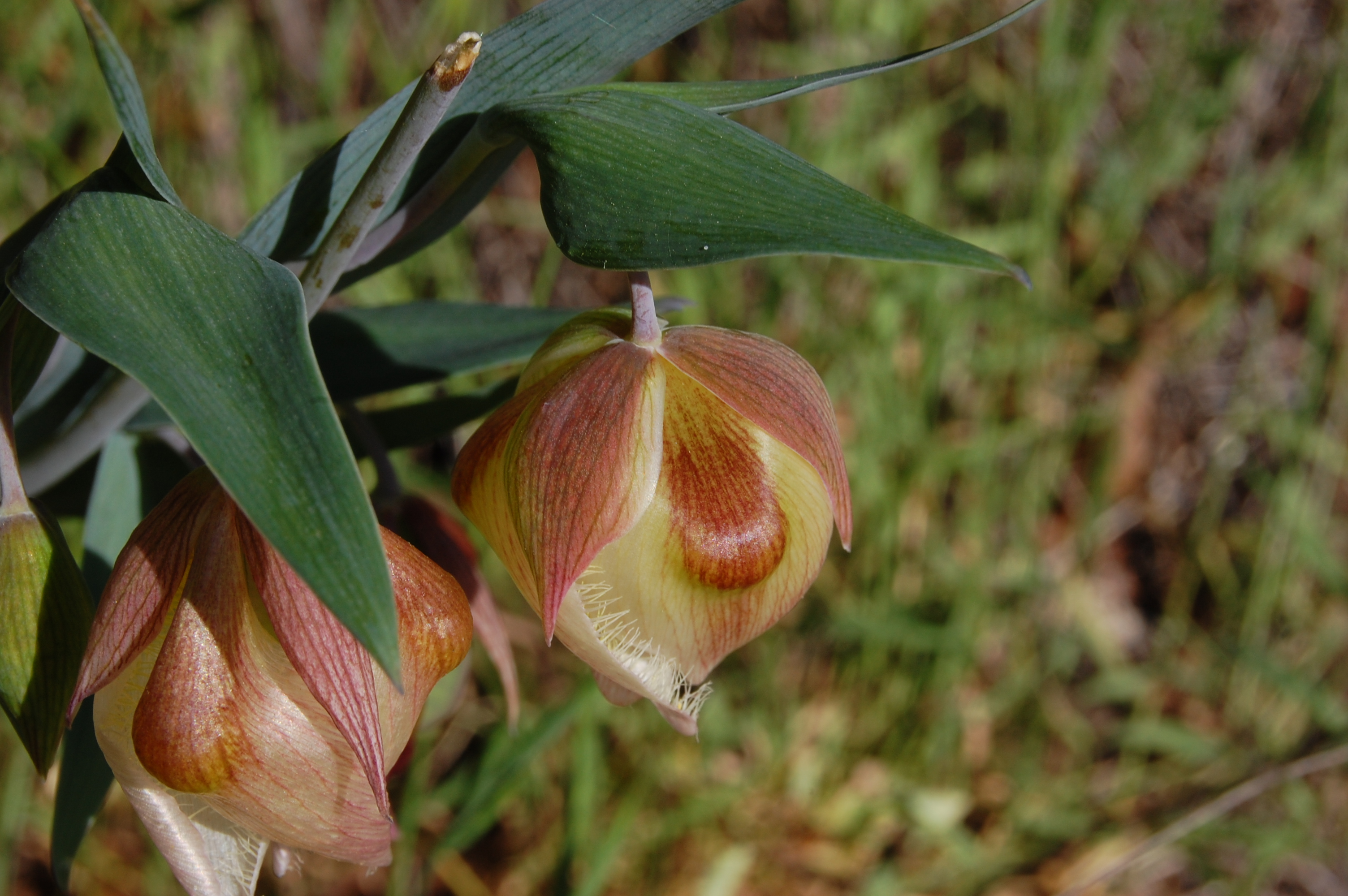